# Альбицкий, Василий Иванович
Васи́лий Ива́нович Альби́цкий (1850 — не ранее 1926) — русский инженер-технолог и педагог, один из активистов Союза русского народа. Заслуженный профессор Харьковского политехнического института. Действительный статский советник.

## Биография
Происходил из духовного звания. Родился в 1850 году.
Окончив 4-й класс Владимирской духовной семинарии, поступил в Петербургский технологический институт. В 1877 году, по окончании курса института первым по списку, был оставлен при нём для приготовления к профессорскому званию по кафедре прикладной механики и с 1878 года стал преподавать техническое черчение. С 1879 года — ассистент профессора высшей математики и теоретической механики. После сдачи в 1882 году экзамена в Санкт-Петербургском университете на звание кандидата физико-математических наук Альбицкому было поручено чтение лекций в институте — по графической статике.
В августе 1886 года он был назначен профессором по кафедре прикладной механики Харьковского технологического института; 9 августа 1886 года был произведён в статские советники. Кроме этого, в 1893—1896 гг. в качестве приват-доцента он читал лекции по практической механике в Харьковском университете.
С 1 января 1904 года имел чин действительного статского советника; в 1908 году получил орден Св. Владимира 3-й степени.
В 1908 году студенты института объявили бойкот профессору за его идеологические убеждения. С 1910 года он упоминается уже как заслуженный профессор. Преподавал в институте до 1914 года.
Был награждён орденами Св. Станислава 2-й ст. и 1-й ст. (1912), Св. Анны 2-й ст., Св. Владимира 4-й ст. (1900) и 3-й ст. (1908).
Был женат, имел шестерых детей (три сына и три дочери).